# 欧拉角

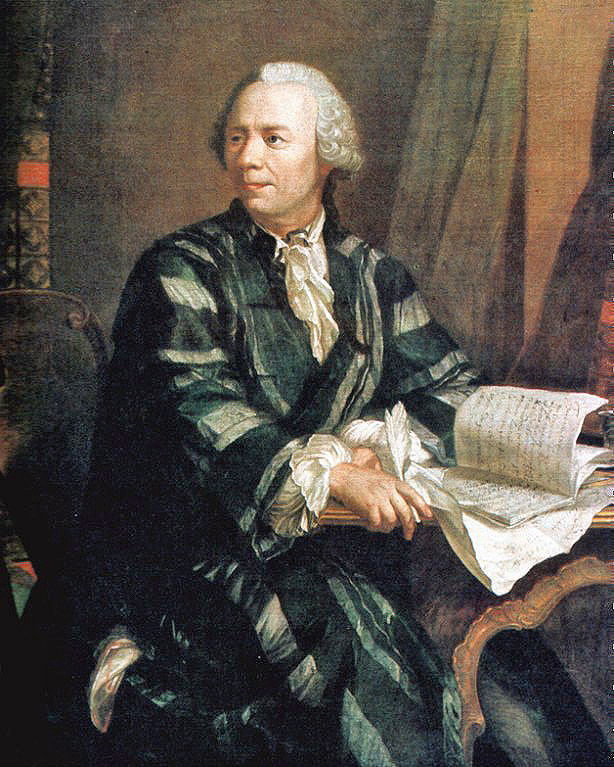
萊昂哈德·歐拉

萊昂哈德·歐拉用歐拉角來描述剛體在三維歐幾里得空間的取向。對於任何參考系，一個剛體的取向，是依照順序，從這參考系，做三個歐拉角的旋轉而設定的。所以，剛體的取向可以用三個基本旋轉矩陣來決定。換句話說，任何關於剛體旋轉的旋轉矩陣是由三個基本旋轉矩陣複合而成的。

## 靜態的定義

三個歐拉角： 。藍色的軸是xyz-軸，紅色的軸是XYZ-坐標軸。綠色的線是交點線 (N)。

歐拉角動畫

對於在三維空間裏的一個參考系，任何坐標系的取向，都可以用三個歐拉角來表現。參考系（固定系）又稱為實驗室參考系，是靜止不動的。而坐標系（固连系）則固定於剛體，隨著剛體的旋轉而旋轉。
參閲右圖。設xyz軸為參考系的參考軸，XYZ轴为物体自身的坐标轴，xoy平面與XOY平面的相交线為交點線，用（N）表示。zxz順規的歐拉角可以靜態地這樣定義：
- {\displaystyle \alpha }（进动角）是x-軸與交點線的夾角，
- {\displaystyle \beta }（章动角）是z-軸與Z-軸的夾角，
- {\displaystyle \gamma }（自旋角）是交點線與X-軸的夾角。

對於夾角的順序和標記，夾角的兩個軸的指定，並沒有任何常規。科學家對此從未達成共識。每當用到歐拉角時，我們必須明確的表示出夾角的順序，指定其參考軸。
實際上，有許多方法可以設定兩個坐標系的相對取向。歐拉角方法只是其中的一種。此外，不同的作者會用不同組合的歐拉角來描述，或用不同的名字表示同樣的歐拉角。因此，使用歐拉角前，必須先做好明確的定義。

### 角值範圍
- {\displaystyle \alpha }、{\displaystyle \gamma }值的範圍為{\displaystyle [0,2\pi )}弧度。
- {\displaystyle \beta }值的範圍為{\displaystyle [0,\pi ]}弧度。

一般情況下，對應於每一個取向，設定的一組歐拉角都是獨特唯一的。
然而，當{\displaystyle \beta =0}或{\displaystyle \pi }時，會出現環架鎖定現象。具體而言：
- 當{\displaystyle \beta =0}時，{\displaystyle \alpha }與{\displaystyle \gamma }之和（在模{\displaystyle 2\pi }意義下）相等的歐拉角對應同一個取向，如{\displaystyle ({\frac {\pi }{2}},0,0)}，{\displaystyle ({\frac {\pi }{3}},0,{\frac {\pi }{6}})}和{\displaystyle ({\frac {4\pi }{3}},0,{\frac {7\pi }{6}})}對應的取向相同
- 當{\displaystyle \beta =\pi }時，{\displaystyle \alpha }與{\displaystyle \gamma }之差相等的歐拉角對應同一個取向，如{\displaystyle ({\frac {\pi }{2}},\pi ,0)}和{\displaystyle (\pi ,\pi ,{\frac {\pi }{2}})}對應的取向相同

### 旋轉矩陣1
前面提到，設定剛體取向的旋轉矩陣{\displaystyle [\mathbf {R} ]}是由三個基本旋轉矩陣合成的：
{\displaystyle [\mathbf {R} ]={\begin{bmatrix}\cos \gamma &\sin \gamma &0\\-\sin \gamma &\cos \gamma &0\\0&0&1\end{bmatrix}}{\begin{bmatrix}1&0&0\\0&\cos \beta &\sin \beta \\0&-\sin \beta &\cos \beta \end{bmatrix}}{\begin{bmatrix}\cos \alpha &\sin \alpha &0\\-\sin \alpha &\cos \alpha &0\\0&0&1\end{bmatrix}}}
从右到左依次代表繞著z軸的旋轉 ({\displaystyle \alpha })、繞著交點線的旋轉({\displaystyle \beta })、繞著z軸的旋轉({\displaystyle \gamma })。
經過一番運算,
{\displaystyle [\mathbf {R} ]={\begin{bmatrix}\cos \alpha \cos \gamma -\cos \beta \sin \alpha \sin \gamma &\sin \alpha \cos \gamma +\cos \beta \cos \alpha \sin \gamma &\sin \beta \sin \gamma \\-\cos \alpha \sin \gamma -\cos \beta \sin \alpha \cos \gamma &-\sin \alpha \sin \gamma +\cos \beta \cos \alpha \cos \gamma &\sin \beta \cos \gamma \\\sin \beta \sin \alpha &-\sin \beta \cos \alpha &\cos \beta \end{bmatrix}}}
{\displaystyle [\mathbf {R} ]}的逆矩陣是：
{\displaystyle [\mathbf {R} ]^{-1}={\begin{bmatrix}\cos \alpha &-\sin \alpha &0\\\sin \alpha &\cos \alpha &0\\0&0&1\end{bmatrix}}{\begin{bmatrix}1&0&0\\0&\cos \beta &-\sin \beta \\0&\sin \beta &\cos \beta \end{bmatrix}}{\begin{bmatrix}\cos \gamma &-\sin \gamma &0\\\sin \gamma &\cos \gamma &0\\0&0&1\end{bmatrix}}}
{\displaystyle [\mathbf {R} ]^{-1}={\begin{bmatrix}\cos \alpha \cos \gamma -\cos \beta \sin \alpha \sin \gamma &-\cos \alpha \sin \gamma -\cos \beta \sin \alpha \cos \gamma &\sin \beta \sin \alpha \\\sin \alpha \cos \gamma +\cos \beta \cos \alpha \sin \gamma &-\sin \alpha \sin \gamma +\cos \beta \cos \alpha \cos \gamma &-\sin \beta \cos \alpha \\\sin \beta \sin \gamma &\sin \beta \cos \gamma &\cos \beta \end{bmatrix}}}
注意，{\displaystyle [\mathbf {R} ]}的逆矩陣 (反矩陣) 也是 {\displaystyle [\mathbf {R} ]}的轉置矩陣 (Transpose Matrix)，不需要用傳統方式去求解其逆矩陣，也不用特別記憶，甚至在撰寫電腦演算法時也可以不用額外配置記憶體。這是旋轉矩陣 (包括座標旋轉矩陣及向量旋轉矩陣) 的特性。這個特性也適用於由連續數個個別旋轉矩陣連乘所構成的複合旋轉矩陣，如以上的{\displaystyle [\mathbf {R} ]}。

### 別種順序
在經典力學裏，時常用zxz順規來設定歐拉角；照著第二個轉動軸的軸名，簡稱為x順規。另外，還有別種歐拉角組。合法的歐拉角組中，唯一的限制是，任何兩個連續的旋轉，必須繞著不同的轉動軸旋轉。因此，一共有12種順規。例如，y順規，第二個轉動軸是y-軸，時常用在量子力學、核子物理學、粒子物理學。另外，還有一種順規，xyz順規，是用在航空航天工程學；參閱泰特-布萊恩角。

## 動態的定義
我們也可以給予歐拉角兩種不同的動態定義。一種是繞著固定於剛體的坐標軸的三個旋轉的複合；另外一種是繞著實驗室參考軸的三個旋轉的複合。用動態的定義，我們能更了解，歐拉角在物理上的含義與應用。特別注意，以下的描述, XYZ坐標軸是旋轉的剛體坐標軸；而xyz坐標軸是靜止不動的實驗室參考軸。
- A)繞著XYZ坐標軸旋轉：最初，兩個坐標系統xyz與XYZ的坐標軸都是重疊著的。開始先繞著Z-軸旋轉{\displaystyle \alpha \,}角值。然後，繞著X-軸旋轉{\displaystyle \beta \,}角值。最後，繞著Z-軸作角值{\displaystyle \gamma \,}的旋轉。

- B)繞著xyz坐標軸旋轉：最初，兩個坐標系統xyz與XYZ的坐標軸都是重疊著的。開始先繞著z-軸旋轉{\displaystyle \gamma \,}角值。然後，繞著x-軸旋轉{\displaystyle \beta \,}角值。最後，繞著z-軸作角值{\displaystyle \alpha \,}的旋轉。

參閱歐拉角圖，定義A與靜態定義的相等，這可以直接用幾何製圖方法來核對。
定義A與定義B的相等可以用旋轉矩陣來證明：
思考任何一點{\displaystyle P_{1}\,}，在xyz與XYZ坐標系統的坐標分別為{\displaystyle \mathbf {r} _{1}\,}與{\displaystyle \mathbf {R} _{1}\,}。定義角算符{\displaystyle Z(\alpha )\,}為繞著Z-軸旋轉{\displaystyle \alpha \,}角值。那麼，定義A可以表述如下：
{\displaystyle \mathbf {R} _{1}=Z(\gamma )\circ X(\beta )\circ Z(\alpha )\circ \mathbf {r} _{1}\,}。
用旋轉矩陣表示,
{\displaystyle Z(\alpha )={\begin{bmatrix}\cos \alpha &\sin \alpha &0\\-\sin \alpha &\cos \alpha &0\\0&0&1\end{bmatrix}}\,}，
{\displaystyle X(\beta )={\begin{bmatrix}1&0&0\\0&\cos \beta &\sin \beta \\0&-\sin \beta &\cos \beta \end{bmatrix}}\,}，
{\displaystyle Z(\gamma )={\begin{bmatrix}\cos \gamma &\sin \gamma &0\\-\sin \gamma &\cos \gamma &0\\0&0&1\end{bmatrix}}\,}。
思考任何一點{\displaystyle P_{2}\,}，在xyz與XYZ坐標系統的坐標分別為{\displaystyle \mathbf {r} _{2}\,}與{\displaystyle \mathbf {R} _{2}\,}。定義角算符{\displaystyle z(\alpha )\,}為繞著z-軸旋轉{\displaystyle \alpha \,}角值。則定義B可以表述如下：
{\displaystyle \mathbf {r} _{2}=z(\alpha )\circ x(\beta )\circ z(\gamma )\circ \mathbf {R} _{2}\,}。
用旋轉矩陣表示,
{\displaystyle z(\alpha )={\begin{bmatrix}\cos \alpha &-\sin \alpha &0\\\sin \alpha &\cos \alpha &0\\0&0&1\end{bmatrix}}\,}，
{\displaystyle x(\beta )={\begin{bmatrix}1&0&0\\0&\cos \beta &-\sin \beta \\0&\sin \beta &\cos \beta \end{bmatrix}}\,}，
{\displaystyle z(\gamma )={\begin{bmatrix}\cos \gamma &-\sin \gamma &0\\\sin \gamma &\cos \gamma &0\\0&0&1\end{bmatrix}}\,}。
假設，{\displaystyle \mathbf {r} _{1}=\mathbf {r} _{2}\,} ．那麼，
{\displaystyle \mathbf {r} _{1}=z(\alpha )\circ x(\beta )\circ z(\gamma )\circ \mathbf {R} _{2}\,}。
乘以逆算符，
{\displaystyle z^{-1}(\gamma )\circ x^{-1}(\beta )\circ z^{-1}(\alpha )\circ \mathbf {r} _{1}=z^{-1}(\gamma )\circ x^{-1}(\beta )\circ z^{-1}(\alpha )\circ z(\alpha )\circ x(\beta )\circ z(\gamma )\circ \mathbf {R} _{2}\,}。
但是，從旋轉矩陣可以觀察出，
{\displaystyle z^{-1}(\alpha )=Z(\alpha )\,}，
{\displaystyle x^{-1}(\beta )=X(\beta )\,}，
{\displaystyle z^{-1}(\gamma )=Z(\gamma )\,}。
所以，
{\displaystyle Z(\gamma )\circ X(\beta )\circ Z(\alpha )\circ \mathbf {r} _{1}=\mathbf {R} _{2}\,}，
{\displaystyle \mathbf {R} _{1}=\mathbf {R} _{2}\,}。
定義A與定義B是相等的。

## 歐拉角性質
歐拉角在SO(3)上，形成了一個坐標卡 (chart)；SO(3)是在三維空間裏的旋轉的特殊正交群。這坐標卡是平滑的，除了一個極坐標式的奇點在{\displaystyle \beta =0}　。
類似的三個角的分解也可以應用到SU(2)；複數二維空間裏旋轉的特殊酉群；這裏，{\displaystyle \beta }值在 0 與{\displaystyle 2\pi }之間。這些角也稱為歐拉角。

## 應用
歐拉角廣泛地被應用於經典力學中的剛體研究，與量子力學中的角動量研究。
在剛體的問題上, xyz坐標系是全域坐標系，XYZ坐標系是局域坐標系。全域坐標系是不動的；而局域坐標系牢嵌於剛體內。關於動能的演算，通常用局域坐標系比較簡易；因為，慣性張量不隨時間而改變。如果將慣性張量（有九個分量，其中六個是獨立的）對角線化，那麼，會得到一組主軸，以及一個轉動慣量（只有三個分量）。
在量子力學裏，詳盡的描述SO(3)的形式，對於精準的演算，是非常重要的，並且幾乎所有研究都採用歐拉角為工具。在早期的量子力學研究，對於抽象群理論方法(稱為Gruppenpest)，物理學家與化學家仍舊持有極尖銳的反對態度的時候；對歐拉角的信賴，在基本理論研究來說，是必要的。
歐拉角的哈爾測度有一個簡單的形式{\displaystyle \sin \beta \ d\alpha d\beta d\gamma }通常在前面添上歸一化因子{\displaystyle 1/8\pi ^{2}}。例如，我們要生成均勻隨機取向，使{\displaystyle \alpha }、{\displaystyle \gamma }從{\displaystyle 0}至{\displaystyle 2\pi }分別均勻的選隨機值；使{\displaystyle \beta =\arccos(z)}，{\displaystyle z}從{\displaystyle -1}至{\displaystyle 1}均勻的選隨機值。
單位四元數，又稱歐拉參數，提供另外一種方法來表述三維旋轉。這與特殊酉群的描述是等價的。四元數方法用在大多數的演算會比較快捷，概念上比較容易理解，並能避免一些技術上的問題，如萬向鎖現象。因為這些原因，許多高速度三維圖形程式製作都使用四元數。

## 參閱
- 歐拉運動定律
- 歐拉旋轉定理
- 旋轉矩陣
- 四元數
- 軸角
- 球坐標系

## 外部連結
- MathWorld關於各種歐拉角常規的詳細討論 （页面存档备份，存于）